# Droga krajowa nr 217 (Kostaryka)
Droga krajowa nr 217 (hiszp. Ruta Nacional Secundaria 217/Ruta 217) – jedna z dróg krajowych w Kostaryce. Znajduje się ona w prowincji San José.

## Opis
W prowincji San José droga krajowa nr 217 przebiega przez kanton Desamparados (przez dystrykty San Juan de Dios i San Rafael Abajo), przez kanton Aserrí (przez dystrykt Aserrí) oraz przez kanton Alajuelita (przez dystrykty San Josécito, San Antonio i Concepción).